# نیم‌پشتک

یک نیم‌پشتک جلو به هنگام رقص آکرو.

نیم‌پُشتَک یکی از حرکات ژیمناستیک و آکروباتیک است که در آن شخص ورزشکار از حالت ایستاده سر را به جلو متمایل کرده و بر روی دست‌ها قرار می‌گیرد و سپس با پرش بر روی دست‌ها مجدداً به حالت ایستاده بازمی‌گردد.
نیم‌پشتک در رشته‌های گوناگونی انجام می‌شود از جمله در رقص آکرو، رقص هلهله‌چی‌ها، و ژیمناستیک.
در ژیمناستیک هنری نیم‌پشتک بیشتر در حرکات زمینی، پرش از پرش از خرک و حرکات چوب موازنه انجام می‌شوند.